# Les Savy Fav
Les Savy Fav is een indierock- en noiserockband uit New York opgericht in 1995.

## Bandleden
- Tim Harrington (zang)
- Seth Jabour (gitaar)
- Syd Butler (basgitaar)
- Harrison Haynes (drums)
- Andrew Reuland (gitaar)

### Voormalige bandleden
- Gibb Slife (gitaar)
- Pat Mahoney (drums) (nu in LCD Soundsystem)

## Biografie
De band werd opgericht door kunstacademiestudenten Harrington, Butler en Jabour. Aanvankelijk maakte de muziek die geïnspireerd was op de muziek van Fugazi en mathrockbands. Op hun tweede album The Cat and the Cobra, levert Toko Yasuda (The Van Pelt, The Lapse, Blonde Redhead, Enon) een vocale bijdrage. Ook op Let's Stay Friends levert zij vocale bijdragen. Ook de beide andere leden van Enon, John Schmersal en Matt Schulz, spelen mee op dit album. De band maakt in 2007 een comeback na een aantal jaren inactiviteit.

## Expliciete performance
De zanger zorgt als performer geregeld bij optredens voor de nodige opschudding vanwege zijn expliciete handelen, waarin hij zich uitdost in allerlei tenues in een opvolgende reeks van verkleedpartijen met pruiken, catsuits, judopakken, visserspakken, stukken planten, incontinentieluiers en zijn stagedives besprenkeld met modder, confetti in het publiek. In april 2008 klom hij tijdens een optreden op Coachella een 30 meter hoge lichtmast in. Op het Pitchfork Festival 2008 in Chigaco stapte hij, terwijl hij door het publiek liep, slechts gekleed in een overjas met pet en onderbroek, in een kliko waarmee hij crowdsurfde over het publiek als een visser in een bootje.
Bassist Syd Butler is samen met zijn partner, televisieactrice Amy Carlson, tevens eigenaar van het onafhankelijke platenlabel Frenchkiss Records.

## Stijl
De band is qua geluid verwant aan Fugazi en Blonde Redhead. Het latere werk neemt meer een koers naar de dansbare neo-postpunk à la Bloc Party.

## Discografie

### Studioalbums
- 3/5 (1997, Self-Starter Foundation)
- The Cat and the Cobra (1999, Frenchkiss Records/Self-Starter Foundation)
- Go Forth (2001, Frenchkiss Records)
- Let's Stay Friends (2007, Frenchkiss Records)
- Root For Ruin (2010, Frenchkiss Records)
- Oui, LSF (2024, Frenchkiss Records)

### Ep's
- Rome (written upside down) EP, (2000, Southern)

### Livealbums
- After the Balls Drop, (2008, Frenchkiss) (Digital-only release)

### Compilaties
- Repopulation Program, Les Savy Fav contribute Raise Buildings. (1996, Load Records)
- This Is Next Year: A Brooklyn-Based Compilation, Les Savy Fav contribute No Sleeves. (2001, Arena Rock Recording Co.)
- Inches, a compilation of singles from 1995-2004 (2004, Frenchkiss)
- Warm & Scratchy, Les Savy Fav contribute The Equestrian. (2007, Adult Swim)

### Singles
- Split Single, with The Apes and The Mars Volta; Les Savy Fav contribute Four Divided by One (2002, Southern Records)
- Accidental Deaths, features Hit by Car en Hit by Train (2006, Rococo Records)
- Plagues & Snakes; Australian Tour EP, features Raging in the Plague Age en Wake Up a Snake (2006, PopFrenzy Records)
- What Would Wolves Do?, features What Would Wolves Do? en The Year Before The Year 2000 (2007, Wichita Records)
- Patty Lee, features Patty Lee en The Sweat Descends (2008, Wichita Records)